# Ryan Wendell
Pour les articles homonymes, voir Wendell.
(en) Statistiques sur pro-football-reference
Ryan Robert Wendell, né le 4 mars 1986 à Diamond Bar en Californie, est un joueur professionnel américain de football américain, évoluant au poste de centre dans la National Football League (NFL).
Il commence sa carrière de joueur en 2008 au sein de l'équipe des Patriots de la Nouvelle-Angleterre avec lesquelles il reste jusqu'en 2016. Il signe ensuite pour les Panthers de la Caroline.

## Biographie

### Jeunesse
Ryan Wendell est né le 4 mars 1986 à Diamond Bar en Californie. Il fréquente la Diamond Bar High School (en) où il commence à jouer au football américain.

### Carrière universitaire
Après le lycée, il étudie à l'Université d'État de Californie à Fresno. Il joue au football américain pour les Bulldogs de Fresno State qui évoluent en NCAA au sein de la conférence Western Athletic Conference (WAC).

### Carrière professionnelle

#### Patriots de la Nouvelle-Angleterre
Ryan Wendell signe le 1er mai 2008 avec les Patriots de la Nouvelle-Angleterre comme agent libre non drafté. Il est placé dans l'équipe d'entraînement pour la saison 2008.
Le 24 septembre 2009, les Patriots replacent Wendell en équipe d'entraînement. Vers la mi-saison, les Patriots augmentent le salaire de Wendell d'environ 150 000 dollars pour qu'il corresponde à celui d'un joueur actif de première année. Wendell intègre définitivement l'équipe principale des Patriots le 31 décembre 2009.
En 2010, Wendell dispute 15 matchs avec les Patriots et est titulaire pour les deux derniers matchs de la saison en remplacement de Dan Connolly, qui est blessé.
Pendant le camp d’entraînement en vue de la saison 2012, Wendell est en compétition avec Dan Koppen pour le poste de centre. Il commence la saison comme titulaire à ce poste et y reste pour le restant de la saison.
En 2012, en comptant ses apparitions en équipes spéciales, il effectue un total de 1 379 snaps, un record parmi les joueurs de la NFL.
Il obtient un bonus de 179 907 dollars par les Patriots en mars 2013 grâce au système de rémunération basée sur la performance en NFL qui récompense les joueurs avec un temps de jeu élevé.
Le 28 mars 2014, Wendell signe un contrat de deux ans d'une valeur de 3,25 millions de dollars. Au cours de la cinquième semaine de la saison 2014 disputée contre les Bengals de Cincinnati, Wendell est déplacé au poste de guard droit où il rencontre un succès immédiat au sein d'une ligne offensive remaniée qui ne concède qu'un seul sack durant le match. Il termine la saison à ce poste et remporte le Super Bowl XLIX sur le score de 28 à 24 contre les Seahawks de Seattle.
Avant la saison 2015, Wendell est élu capitaine par ses coéquipiers pour la première fois de sa carrière. Il manque les cinq premiers matchs de la saison à cause d'une maladie et est réserviste lors des sixième et septième matchs de la saison avant d'être placé sur la liste des blessés le 7 novembre 2015. Cette blessure met un terme à son séjour chez les Patriots.

#### Panthers de la Caroline
Le 29 novembre 2016, Wendell signe chez les Panthers de la Caroline pour pallier les blessures de Ryan Kalil et de Gino Gradkowski (en), qui étaient titulaires au poste de centre.